# زمان استاندارد

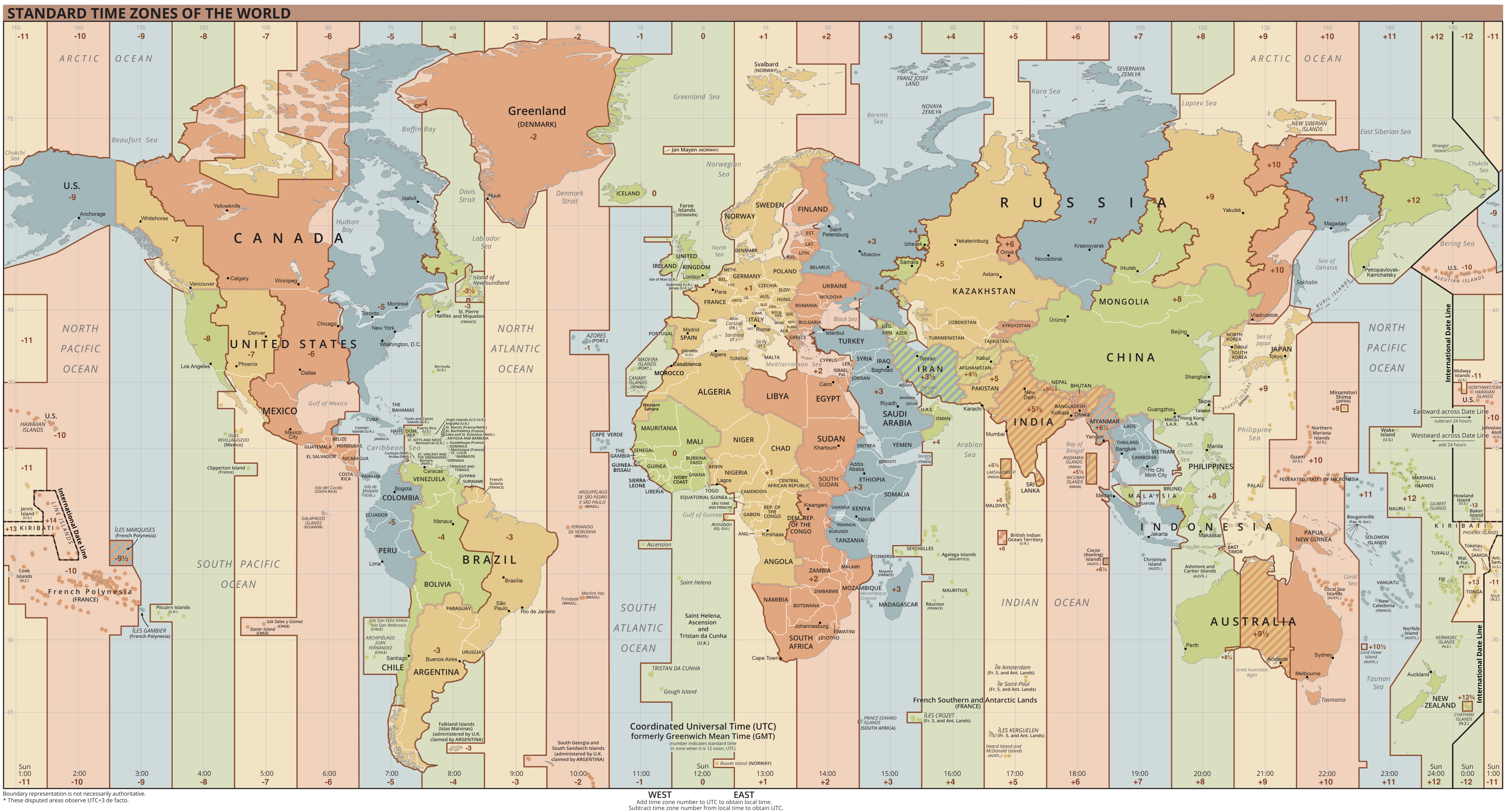
مناطق زمانی در سراسر جهان در حال حاضر

زمان استاندارد، همگام‌سازی ساعت‌ها در یک منطقه جغرافیایی با یک استاندارد زمانی واحد است که معمولاً به صورت استاندارد زمانی متوسط محلی نیست. به‌طور کلی، زمان استاندارد با میانگین زمان محلی در برخی از نصف‌النهارها که از منطقه عبور می‌کند، اغلب نزدیک مرکز منطقه، مطابقت دارد. از نظر تاریخی، زمان استاندارد در طول سده نوزدهم برای کمک به پیش‌بینی آب‌وهوا و سفر با قطار تعیین شد. این مسئله در سده بیستم در سطح جهانی اعمال شد و مناطق جغرافیایی به مناطق زمانی تبدیل شدند. زمان استاندارد در هر منطقه زمانی به عنوان میزان جبران از زمان جهانی تعریف شده‌است. یک جبران بیشتر برای بخشی از سال در مناطقی که ساعت تابستانی دارند اعمال می‌شود.
پذیرش زمان استاندارد، به دلیل تطابق ناگسستنی بین زمان و طول جغرافیایی، مفهوم نصف کردن کره زمین به نیمکره شرقی و غربی را با یک نصف النهار مبدأ جایگزین نصف‌النهارهای اولیه مختلف که قبلاً استفاده شده بود، محکم کرد.